# Bill Downe
Bill Downe MC (né en 1952) est un banquier canadien. Il est président et chef de la direction de la Banque de Montréal (également connu sous le nom de BMO Groupe financier) de le 1er mars 2007 au 31 octobre 2017, remplaçant F. Anthony Comper, qui a pris sa retraite. Il était chef de l'exploitation de BMO depuis le 1er février 2006. 
Le conseil d'administration de la banque lui a choisi de remplacer Tony Comper comme président et chef de la direction de la Banque de Montréal au 1er mars 2007, jour de l'assemblée annuelle des actionnaires de la banque,,.
Il a un Bachelor of Arts de la Wilfrid Laurier University et un Master of Business Administration de l'université de Toronto.
Il est membre de l'ordre du Canada.